# Функция Буземана
Функция Буземана — определённый тип функций на метрическом пространстве. 
Грубо говоря, функцию Буземана можно рассматривать как «расстояние до бесконечно удалённой точки».

## История
Эти функции введены Буземаном при изучении глобальных свойств метрических пространств.  
Позже, они были использованы в теории вероятностей для исследования асимптотических перколяций.

## Определение
Пусть {\displaystyle (X,d)} — метрическое пространство. 
Назовём лучом кривую {\displaystyle \gamma \colon [0,\infty )\to X}, которая минимизирует расстояние везде вдоль своей длины, 
то есть для всех {\displaystyle t,t'\in [0,\infty )} в естественной параметризации выполняется
{\displaystyle d{\big (}\gamma (t),\gamma (t'){\big )}={\big |}t-t'{\big |}}.
Функция Буземана для луча γ, {\displaystyle B_{\gamma }\colon X\to \mathbb {R} }, определяется как предел
{\displaystyle B_{\gamma }(x)=\lim _{t\to \infty }{\big (}d{\big (}\gamma (t),x{\big )}-t{\big )}}

### Замечания
- Из неравенства треугольника следует, что 
{\displaystyle |d(\gamma (t),x)-t|\leq d(\gamma (0),x)}

для любого {\displaystyle x\in X}. В то же время функция 
{\displaystyle t\mapsto d(\gamma (t),x)-t}
невозрастающая. Поэтому функция Буземана всегда определена для любого луча {\displaystyle \gamma }.
- При больших {\displaystyle t} и фиксированном {\displaystyle x}
{\displaystyle d{\big (}\gamma (t),x{\big )}\approx t+B_{\gamma }(x).}

## Свойства
- В пространстве Лобачевского, линии уровня функций Буземана образуют орисферы.